# Chandra Taal
 (juin 2024).
Si vous disposez d'ouvrages ou d'articles de référence ou si vous connaissez des sites web de qualité traitant du thème abordé ici, merci de compléter l'article en donnant les références utiles à sa vérifiabilité et en les liant à la section « Notes et références ».
 'Chandra Taal'  (signifiant le  Lac de la Lune ) ou  'Chandra Tal'  est un lac situé dans la  vallée de Spiti  District de Lahaul et Spiti, un état de l'Himachal Pradesh en (Inde).

## Description
Le lac Chandra Taal est situé sur le plateau Samudra Tapu, qui surplombe la Chenab. Le nom du lac provient de sa forme en croissant. Il est situé à une altitude d'environ 4 300 m au pied de la chaîne du Pir Panjal, dans l'Himalaya. Des montagnes de éboulis surplombent le lac d'un côté et un cirque l'enferme de l'autre.

## Mythologie
La légende raconte que ce lac  se trouve à proximité de l'endroit où le char du Dieu Indra a ramassé Yudhishthira,  l'aîné des frères Pandava au Mahabharata.  Ce fait rend le lac sacré et est donc fréquenté par beaucoup de fidèles hindous.  La couleur de l'eau de ce lac sacré ne cesse de changer, passant du rouge au orange au bleu au vert émeraude à la fin du jour.
lac Chandratal

## Accès
Autrefois résidence provisoire des commerçants tibétains voyageant à Spiti et dans la vallée de Kullu, Chandra Taal est une destination touristique pour les randonneurs et les campeurs. Le lac Chandratal est souvent considéré comme l'un des plus beaux et attire des milliers de passionnés d'aventure du monde entier.  De vastes étendues de prairies vertes abritent les meilleurs sites de camping et un éventail de fleurs sauvages différentes au printemps.
Le lac est accessible à pied depuis Batal ainsi que depuis le col de Kunzum de fin mai à début octobre. Il y a aussi une route accessible jusqu'au parking  2 km du lac. L'itinéraire depuis le col de Kunzum n'était accessible qu'à pied auparavant, mais les motos et les voitures 4x4 parcourent désormais cette distance, à partir d'un point en T, la route à gauche mène à Bataal. Cela prend environ 2 heures du col de Kunzum à Chandra Taal. Chandra Taal est également accessible depuis Suraj Tal, 30 km.

## Autres détails
Le logement est disponible à 5 km du lac. De vastes prairies sur les rives du lac sont utilisées comme sites de camping. Au printemps, ces prairies sont tapissées de centaines de variétés de fleurs sauvages. Le lac est l'une des deux zones humides de haute altitude de l'Inde qui ont été désignées par la Convention de Ramsar, officiellement Convention relative aux zones humides d'importance internationale particulièrement comme habitats des oiseaux d'eau, aussi couramment appelée convention sur les zones humides.  C'est un traité international adopté le 2 février 1971 pour la conservation et l'utilisation durable des zones humides, qui vise à enrayer leur dégradation ou disparition, aujourd'hui et demain, en reconnaissant leurs fonctions écologiques ainsi que leur valeur économique, culturelle, scientifique et récréative. 

## Galerie

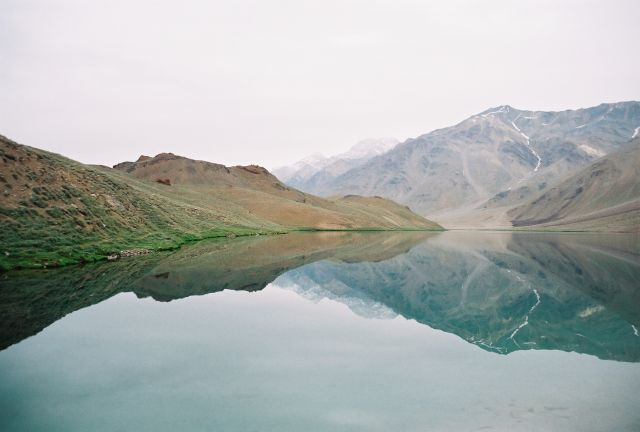
Chandra Taal
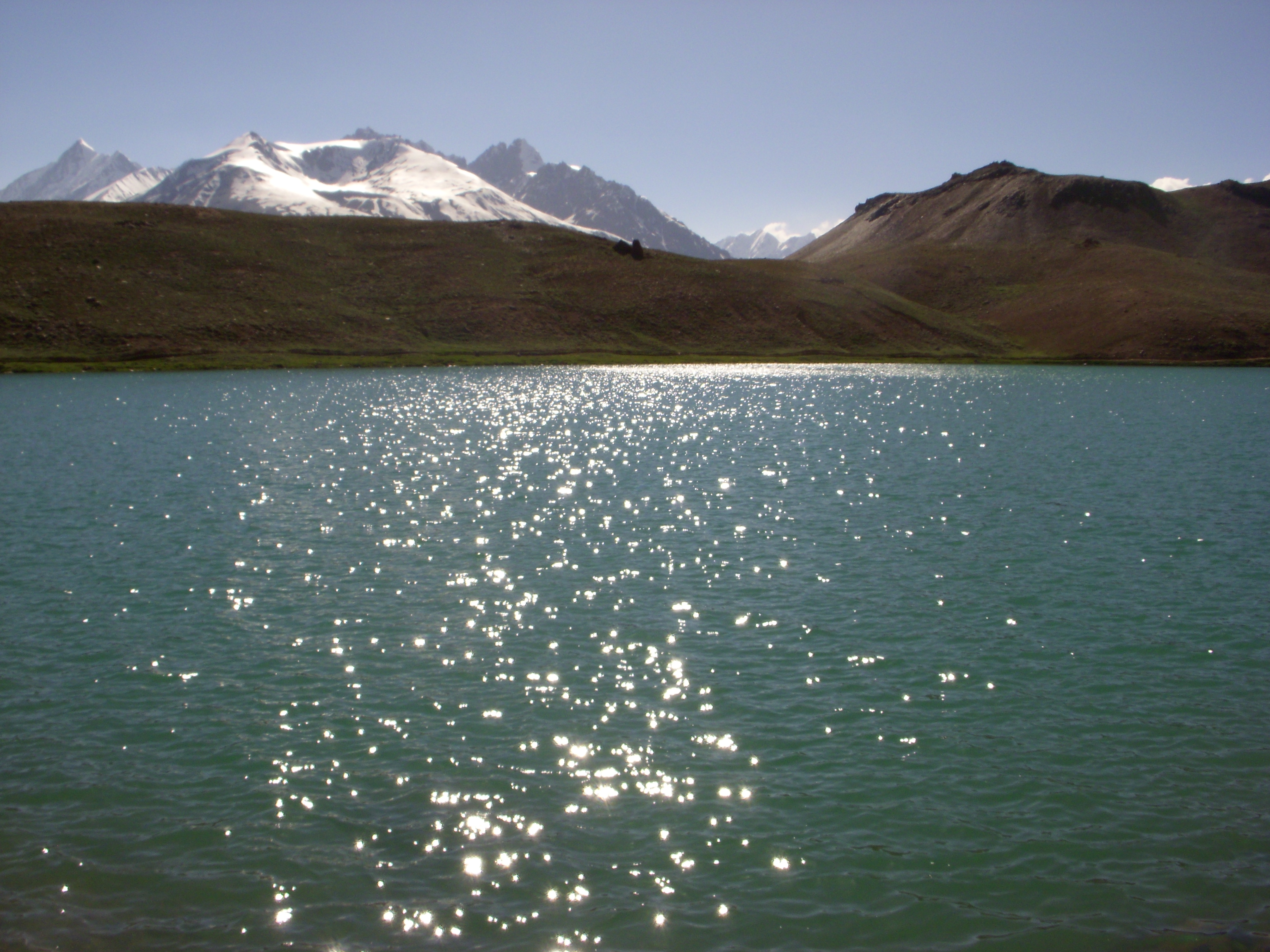
Coucher du soleil sur Chandra Taal